# Charves e Cubas
Charves e Cubas (en francès Cherveix-Cubas) és un municipi francès situat al departament de la Dordonya i a la regió de la Nova Aquitània.

## Demografia
| 1962                                       | 1968 | 1975 | 1982 | 1990 | 1999 | 2007 |
| ------------------------------------------ | ---- | ---- | ---- | ---- | ---- | ---- |
| 796                                        | 712  | 712  | 665  | 590  | 601  | 616  |
| Des de 1962: població sense dobles comptes |      |      |      |      |      |      |

## Administració
| Període   | Identitat                   | Partit |
| --------- | --------------------------- | ------ |
| 2001-2008 | Geneviève Magimel-Pélonnier |        |
| 1977-     | Jean-Marie Queyroi          | PS     |